# HD 122430 b
HD 122430 b (بالإنجليزية: HD 122430 b)‏ الذي يرمز له بالرمز HD 122430b، هو كوكب خارج المجموعة الشمسية، في كوكبة الشجاع، يتبع HD 122430 ‏.

## الاكتشاف
اكتشف في 14 أبريل 2003، وكانت طريقة الاكتشاف Doppler spectroscopy.